# Struna
Struna je dio žičanih (kordofonih) glazbala, koja zvuk proizvode titranjem (treperenjem) napete strune (sušeno životinjsko crijevo, kovina, plastika, biljna vlakna, kosa, svila). Ovisno o obliku glazbala i položaju napetih struna / žica i tvore tipove, tzv. porodice srodnih glazbala: tip citre, tip lutnje, tip lire i tip harfe.
Stukovni rječnici, govoreći o ovoj vrsti glazbala, riječi "struna", "tetiva", "žila", "žica" smatraju za istoznačnice, te razlikuju tri vrste žica: crijevnate, čelične i crijevnate koje su optočene kovinom. Ipak, kovinske žice nisu od iskona, nego su u glazbenoj uporabi najvjerojatnije tek od 14. stoljeća. Izvorne su strune od dlake konjskog repa. "Struna-žila-žica" su s te strane sličnoznanice ili čak »istoznačnice«, po samoj uporabi. No radi se o dvjema vrstama stvari. Prvotne strune su dirane prstima, dok su kovinske (niti) zahtijevale trzalo/udaralo (trzalicu/udaralicu) da bi ih se moglo svirati. "Žica" u suvremenom pojmovnom značenju znači kovinsku nit (okrugla presjeka) i označuje i druge namjene (strujna i dr.). Riječ struna je slavenskog podrijetla, znači runja-kostrijet-kozlina-dlaka; korijen je u svezi s glagolom "strići" (to jest rezati dlaku na životinjama i ljudima) i u suvremenoj je uporabi prvenstveno za gudaća glazbala, ali i kao »žica« na kordofonskim glazbalima.